# Jambon de Mayence

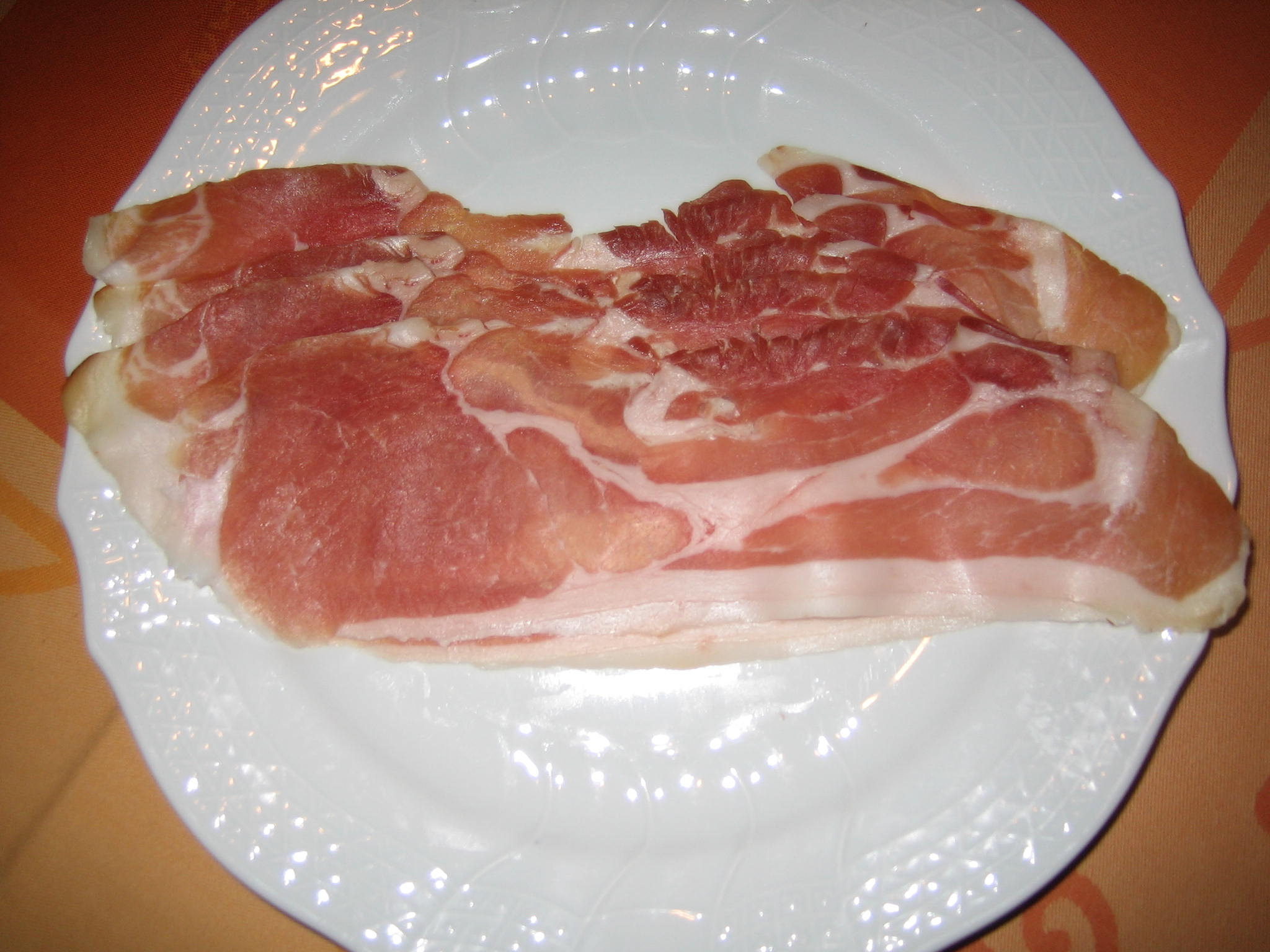
Jambon de Mayence.

Le jambon de Mayence est une ancienne spécialité de Mayence et des pays environnants de la Hesse rhénane (ancien département français de Mont-Tonnerre), ayant disparu au cours de la première moitié du XXe siècle et recréée par un artisan en 2007. C'est un jambon à chair de couleur rouge foncé uniforme avec une épaisseur de gras variable, typique des jambons de la vallée du Rhin supérieur proches du jambon de Bayonne. Coupé en minces tranches, il est fondant en bouche, de saveur délicate et peu salée.

## Histoire
Le jambon cru salé et séché est une préparation traditionnelle dans beaucoup de régions d'Europe. En Westphalie, dans le sud-ouest de l'Allemagne, le sud-ouest de la France et le nord de l'Italie, notamment, il était préparé, au milieu de l'hiver, dans toutes les fermes.
En 1534, François Rabelais cite le « jambon de Mayence » dans Gargantua où il présente Grandgousier, le père de Gargantua, comme ayant « ordinairement bonne munition de jambon de Mayence et de Baionne ». En janvier 1664, Montfleury compose un Impromptu de l’Hôtel de Condé, où, dans la foulée des commentaires qui suivirent la parution de L'École des femmes, il se hasarda à vouloir caricaturer Molière en prenant pour acquis que son auditoire était suffisamment renseigné sur l'aspect particulier d'un jambon de Mayence :
[…] il vient, le nez au vent,
Les pieds en parenthèse et l’épaule en avant,
Sa perruque, qui suit le côté qu’il avance,
Plus pleine de lauriers qu’un jambon de Mayence.
Au XVIIe siècle, les jambons de Mayence viennent à surclasser, de par leur réputation, ceux de Bayonne bien que sous ce nom se vendent ordinairement des jambons de Westphalie. Le qualificatif de « jambon de Mayence » se retrouve également dans l'œuvre des Erckmann-Chatrian (La Taverne du jambon de Mayence) et dans la Satire III de Nicolas Boileau. La réputation de ce jambon se chantait et se chante encore dans la chanson Un jambon de Mayence :

« Un jambon de Mayence,
V'là qu'ça commence déjà bien !
Nous allons faire bombance,
À ce festin, il ne manquera rien, car j'aperçois…
Deux jambons de Mayence,
V'là qu'ça commence,
etc. »

Après avoir été française de 1792 à 1814, avec, de 1802 à 1813, un préfet du nom évocateur de André Jeanbon, Mayence continua d'approvisionner la France de son jambon qui resta l'article d'exportation vers la France le plus important de la région jusqu'à la veille de la Première Guerre mondiale,.